# Амандін Бюшар
Амандін Бюшар (фр. Amandine Buchard, нар. 12 липня 1995) — французька дзюдоїстка, чемпіонка та срібна призерка Олімпійських ігор 2020 року, бронзова призерка Олімпійських ігор 2024 року, чемпіонка Європи.

## Виступи на Олімпіадах
| Олімпіада  | Дисципліна      | Місце |
| ---------- | --------------- | ----- |
| Токіо 2020 | до 52 кг        | 2     |
| Токіо 2020 | змішана команда | 1     |
| Париж 2024 | до 52 кг        | 3     |
| Париж 2024 | змішана команда | 1     |

## Особисте життя
Бушар народилася в Нуазі-ле-Сек. Її батько був вихідцем із Франції, а мати — з французького заморського департаменту Мартиніка. Вона є відкритою лесбійкою.